# 원상 (후한)
원상(袁尙, ? ~ 207년)은 후한 말의 군웅 원소의 아들로 자는 현보(顯甫)이며 예주 여남군 여양현(汝陽縣) 사람이다. 원소의 총애를 받아 후계자로 지목되지만, 원소가 죽은 후 사촌형 원담(원상의 이복형이나 원소의 형의 아들로 입적되어 나감)과의 분쟁으로 내전에 휘말려 하북 일대를 조조에게 넘겨주는 결과를 초래했다.

## 내분

### 후계자 계승
원상은 원소의 셋째 아들(혹은 막내아들)로 서자라고 기록되어 있어 원담과는 이복형제였던 것으로 여겨진다. 원상은 형들에 비해 크게 나이가 어렸지만 원소를 닮은 풍모가 있었고 또한 용모가 아름다운 미소년이었다. 원소의 후처 유씨(劉氏)는 원상을 심하게 편애했다. 원상은 사람됨이 대담하고 강인한 성품이었다고 하며, 분명히 얼마간의 과장이 있었겠지만 심배(審配)의 평가에 의하면 효심이 극진하고 진중한 성격으로 생활은 검소하고 일을 행함에 있어서는 기민하며 사물의 이치에 널리 통달해 있으고 서체가 뛰어나 이미 유년기 무렵부터 신동으로 알려졌다고 한다. 하지만 원소와 마찬가지로 점잖고 온화한 외양 뒤에 다소 모질고 냉엄한 면모가 있었던 것 같다.
원소 또한 평소 원상의 재능과 용모를 아끼며 총애하고 있었으나 연령 등의 문제 때문에 후계에 거론하는 데에는 아직 생각이 미치지 않고 있었다. 하지만 당시 원소의 총애를 받고 있었던 유씨는 원소에게 원상을 거듭 칭찬하는 말을 하며 원소를 부추겼으므로 마침내 원소는 원상이 장성하면 후계자로 세울 뜻을 품었다. 이에 원소는 원담을 죽은 형의 양자로 입적시켜 자신의 호적에서 폐출시켰고 청주의 자사로 내보내 권력에서 소외시켰는데, 이는 장자인 원담을 후계 구도에서 일찌감치 제거함으로써 어린 원상의 승계에 최대 장애물을 제거하려는 의도였다.(195,6년 무렵) 저수(沮授)는 이에 대해 원소에게 간했으나 원소는 듣지 않았고 둘째아들 원희(袁熙)와 조카 고간(高幹)도 각각 유주자사와 병주목으로 삼아 보냈다.
202년 5월 관도(官渡)에서의 패배로 생긴 병을 이기지 못하고 원소가 죽었다. 원소는 후사를 정함에 이르지 못하고 죽었는데, 많은 무리들은 원담의 나이가 많다고 하여 원담을 옹립하려고 했고, 원담도 이에 호응하여 군사를 이끌고 업(鄴)으로 향했다. 하지만 원소가 생전에 원담을 폐출시켜 후계에서 배제시켰던 점과 사실상 원상을 후계자로 공인한 것과 다름없던 점을 생각한다면 '원소가 후사를 정하는 것에 이르지 못하고 죽었다'는 기록은 다소 의문스러운 부분인데, 당시 원상의 나이가 너무 어렸기 때문에 경력이 사실상 전무했던 데다가, 원소 역시 원상에게 권력을 승계할 틈도 없이 갑작스럽게 급사했기 때문이었던 것으로 생각된다.(실제로 원소는 유언조차 남기지 못했다.) 한편 평소 원담과 사이가 나빴던 심배와 봉기(逢紀)는 또한 유씨와 가까웠는데, 이들은 원담이 정권을 잡으면 해를 당할 것을 두려워하였기 때문에, 원담이 도착하기 전에 원소의 유명(遺命)을 칭탁하며 기주를 장악하고 원상을 옹립하여 원상이 원소의 지위를 물려받게 하였다. 청주에서 뒤늦게 도착한 원담은 이에 스스로 거기장군(車騎將軍)이라 칭하고 군사를 여양에 주둔시키며 시위했다. 이로써 분열이 시작되었다.

### 원담과의 분쟁
202년 9월 조조가 북상해 여양의 원담을 공격해 오자 마침내 원담은 원상의 정통성을 승인하며 원상과 화해했고, 원상은 원담을 도와 직접 군대를 이끌고 조조와 맞섰다. 또한 원상은 조조의 배후 습격을 시도하여 마등(馬騰)을 비롯한 관서의 여러 제장들과 연합하고 흉노 선우 호주천을 움직여 하동(河東)을 공격하게 했으며, 부하 장수 곽원(郭援)을 보내 관서를 공략하게 했다. 곽원은 지나는 성마다 모두 함락시켜 관서 일대를 진동시키며 대단한 위세를 떨쳤으나, 종요(鐘繇) 등의 활약으로 마등이 배신하여 조조군에게 돌아서자 결국 마등이 파견한 마초(馬超), 방덕(龐德) 등과 합류한 조조군에게 패하여 전사하는 바람에 바람에 최종적으로 관서 공략은 실패로 돌아갔다. 한편 원상은 여양 교외에서 조조와 약 반년에 걸친 대전을 벌였다. 전황은 일진일퇴를 거듭했으나 203년 3월, 조조군의 총공세에 마침내 패하여 여양성에서 농성하게 된다. 원담과 원상은 조조가 포위망을 형성하자 이를 저지하려고 하나 실패했으며, 결국 밤중에 포위를 뚫고 업으로 귀환했다. 조조는 계속 군대를 진군시켰으나 원상은 오히려 반격을 가해 조조를 격파했다. 결국 조조는 허도로 퇴각하게 된다.
이때 원담은 패주하는 조조군을 추격해 급습하면 그들을 전멸시킬 수 있다고 진언했으나 원상은 이를 믿을 수 없었으므로 받아들이지 않았다. 또한 조조가 퇴각한 이후에도 계속 업에 남아있던 원담군에 대한 무기와 병력의 보충을 중단하며 청주로 돌아갈 것을 종용했는데, 후계에 여전히 미련을 가지고 있던 이후 원담은 이런 일련의 조치들에 격노했다. 이에 더해 곽도(郭圖), 신평(辛評) 등의 부추김이 이어지자 마침내 원담은 군사를 이끌고 원상을 습격하기에 이르나 오히려 크게 패하여 남피(南皮)로 도망간다. 이미 정통성과 세력에서 크게 밀리고 있던 원담은 원상과 화해하자는 청주 내부의 반대 여론까지 묵인하고 전쟁수행을 위해 백성들을 노략질하며 도적떼와 이민족 무리까지 끌어들여 무리하게 내전을 진행시켰으나. 또다시 원상에게 참패하게 되는데, 이때 원담군의 흐르는 피와 쌓인 시체는 헤아리는 것이 불가능할 정도였다고 한다. 한편 유표(劉表)는 원담과 원상에게 각기 편지를 보내 골육상쟁을 말렸으나 원담과 원상 모두가 이를 따르지 않았다. 원상은 원담의 근거지인 평원(平原)까지 포위하여 원담을 궁지에 몰아넣었으나 다급해진 원담이 조조에게 항복하고 조조도 이를 받아들여 여양으로 북상해 오자 결국 군사를 물려 조조와 대치해야 했다.(203년 겨울)
204년 1월, 조조는 일단 황하를 건너 철수했다. 심배와 원상은 원담에게 화해를 요청했으나 원담은 이를 받아들이지 않았다. 이에 원상은 심배에게 업을 지키게 하며 직접 군사를 이끌고 원담을 공격했는데 조조는 원상의 부재를 틈타 재차 기주를 공격했고, 마침내 업을 포위해 심배를 궁지에 몰아넣었다. 204년 7월, 심배의 위급함을 전해들은 원상은 그를 구원하기 위해 기주로 황급히 귀환했고 안팎에서 협공하여 조조를 물리치려 했으나 도리어 크게 패했으며, 부장들의 배신까지 겹쳐 거느린 군사의 대부분을 잃고 단기로 도망쳤다. 원상은 중산(中山)으로 가서 세력을 수습했으나, 병주의 고간은 원상에게 형세가 불리하게 돌아가는 것을 보고는 원상을 배신해 독립하고 칼을 돌렸으며, 재차 원담과 조조의 공격까지 받았으므로 그 세력이 완전히 궤멸되었고 원상은 하는 수 없이 유주의 원희에게로 피신했다.(204년 8월 무렵) 한편 심배는 조조에게 성을 빼앗긴 후 처형되었다.

### 거듭된 망명과 재기 시도
205년 1월, 원희의 부하장수 초촉(焦触)과 장남(張南)이 원희를 배반하고 습격해 주를 장악한다. 이에 원상은 재차 원소에게 우호적이었던 오환족의 왕 답돈(蹋頓)에게로 달아나게 된다. 본디 조조 진영에서는 완전히 세력을 잃어 한낱 망명자에 불과한 원상을 더 이상 염려할 필요가 없다는 시각이 지배적이었으나 원상은 답돈의 원조를 받으며 재기할 기회를 노렸고, 기회가 생길 때마다 조조에 대한 반란을 사주하며 오환족을 이끌고 유주 일대를 공격해 피해를 입히는 등 조조의 골칫거리가 된다. 이로 인해 결국 유주는 격파되어 수십만의 백성들이 오환으로 끌려가게 되었으며 조조가 임명한 자사와 태수들은 차례로 살해되기에 이른다. 원소가 죽고 그 세력이 붕괴된 이후, 당시 조조와 유일하게 자웅을 결할만한 세력은 형주의 유표뿐이었으나, 거듭된 피해에 곽가(郭嘉) 등은 원상을 유표 이상의 위험 인물로 평가, 이를 좌시하다가는 조만간 유주는 물론 기주와 청주까지 원상이 되찾을 위험성이 높음을 유세하게 된다.
207년 마침내 조조는 곽가(郭嘉)의 진언을 받아들여 원씨의 재기를 뿌리뽑기 위해 오환을 공격했으며, 원상은 오환족과 함께 조조에게 맞섰다. 당시 조조군은 무종(無終)을 통해 오환을 공격하고 있었으나 큰 길은 비로 인해 끊겼던 데다, 여러 샛길들은 원상과 답돈이 선점하여 철저히 지키고 있었으므로 고전하고 있었다. 하지만 평소 오환에게 원한을 품고 있었으며, 독자적인 세력을 이끌면서 오랫동안 재야의 명사로 지냈던 전주는 조조가 오환을 공격한다는 소식을 듣고는 무리를 모아 조조에게 합류했는데 그는 2백년 동안 이용이 끊겨 있었던 고로를 안내하며 진군할 것을 권했고, 이를 받아들인 조조는 작전을 바꿔 철수하는 것으로 위장한 뒤 노룡(盧龍)방면의 길을 통해 오환의 본거지를 향해 잠행한다.
원상과 답돈은 노룡을 통한 샛길의 존재를 전혀 모르고 있었으므로 조조군이 사라지자 몇차례의 척후 끝에 실제로 조조가 철수한 것으로 믿고 있었으나 총사령부인 유성(柳城)에서 불과 2백리 지점에서 조조의 대군이 포착되자 경악한다. 황급히 군사를 끌어모아 조조와 맞섰으나 마침 답돈은 백랑산(白狼山)에 올랐다가 우연히 조조와 마주쳐 교전하다가 죽는다. 전혀 생각지도 못한 습격을 받은 데다 지도자까지 허무하게 잃어버린 오환족은 완전히 와해되기에 이른다. 원상은 기병 수천 기를 이끌고 오환의 지도부를 규합해 요동의 군벌 공손강(公孫康)에게로 달아났다. 한번 싸움에 오환족을 철저히 붕괴시켜버린 예상외의 결과에 자극받은 조조 진영에서는 여세를 몰아 요동까지 진군하자는 의견도 있었으나, 조조는 여러 가지 무리수를 안고 시작한 오환 원정이 성공으로 끝난 것은 사실상 철저히 행운이 따른 결과로 여겼고 또한 공손강이 원상을 두려워하고 있음을 간파하고 있었으므로 요동으로 도망간 원상 형제를 더 이상 추격하지 않고 군사를 물렸다.

## 죽음
본디 요동의 공손씨 정권은 한미한 가문이었으나 강압적이고 잔혹한 통치로 강력한 군주권을 형성했으며, 중원에서 멀리 떨어져 있음을 믿고 중앙정부에 불복하면서 왕과 다름없는 위세를 누리고 있었다.
원상은 이를 믿고 공손씨에게 망명을 요청했으나, 요동지역의 할거에 중심을 두고 있었으며 가혹한 통치로 내부의 불만요소가 많던 공손씨에게는 조조가 굳이 요동으로 침공해 오지 않는 이상, 오히려 원소의 후광을 입고 있던 원상이 더욱 두려운 상대였다. 이런 상황이었으므로 위험을 감지한 원상 역시 공손강을 만나러 가는 첫 회견 자리에서 선수를 쳐서 직접 공손강 등을 죽인 뒤 요동을 점거하고 재기해 중원으로 진출할 계획을 세웠으나, 때마침 공손강도 그 자리에서 원상을 죽일 계획을 세워 많은 복병을 배치시켜두고 있었다. 결국 원상 형제는 살해되었고, 목은 조조에게 보내져 업의 저자에 내걸렸다.
이때 원상의 머리 앞에서 곡을 하는 자는 참수한다는 조조의 엄명이 있었으나 전주(田疇)와 견초(牽招) 등은 죽음을 무릅쓰고 원상의 제사를 지냈다.

### 원씨 형제의 죽음에 관한 기록
- 후한서:《후한서(後漢書)》에 의하면 원상이 공손강을 만날 때 원희는 문득 두려워하며 의심을 품고 들어가지 않으려 했다. 하지만 대담한 성격이었던 원상은 이를 강하게 제지했으므로 내키지 않아하면서도 어쩔 수 없이 들어갔다고 한다.
- 삼국지:《삼국지》위서 6권 원소전의 주석 《전략(典略)》에 의하면 원상 형제는 공손강의 군사들에게 사로잡혀 묶인 후 얼어붙은 땅에서 심문을 받았는데 이때 날씨가 무척 추웠다. 원상은 앉을 자리를 요구했으나 이를 들은 원희는 ‘머리가 만릿길을 가게 되었는데, 자리를 구해 무엇하겠느냐!’고 했고, 뒤이어 공손강에게 죽임을 당한 것으로 기록되어 있다.
- 후한서:《후한서(後漢書)》 원상 형제가 포박되어 얼어붙은 땅에서 심문을 받았다는 것까지는 비슷하다. 하지만 원상은 '죽지 않는 동안의 추위를 참을 수 없으니, 앉아있을 자리나 마련해줌이 옳소.'라고 말한 것으로 나오며 전략에 비해 비교적 묘사가 상세한데, 이에 의하면 원상이 자리를 구한 것은 자신의 죽음을 모른 것이 아니라 공손강을 향한 이죽거림이나 혹은 허세에 가깝다. '경의 머리가 만릿길을 가게 되었는데 자리를 구해 무엇에 쓰려는가!'는 말 역시 이 비아냥에 대한 공손강의 화답이다.
- 《삼국지연의》에선 원상이 붙잡히기 전에 먼저 자리를 요구하고 이에 공손강이 ‘경의 머리가 만 리 길을 헤멜 것인데 자리를 구해 무엇하겠는가!’라고 꾸짖은 뒤 복병을 불러들여 원상을 죽이는 것으로 되어 있어 정황이 완전히 다르다.

## 《삼국지연의》에서의 원상
유씨와는 친자관계로 설정되어 있으며, 원소가 생전에 원담을 폐출시키고 후계자로 지목한 사건은 언급되지 않는다. 관도 전투에서 조조의 승리가 거의 굳혀졌을 무렵, 조조가 거짓으로 업을 공격하려 한다는 소문을 퍼뜨리자 원소의 명에 따라 업을 구원하러 가는 것으로 처음 등장한다. 원소가 다시 창정(倉亭)에서 조조와 싸울 때는 사환(史渙)을 일기토로 죽이는 등 활약하지만, 조조가 여양을 침공했을 때는 병상에 누워있던 원소 대신 총대장을 맡고도 자신의 무용에 도취되어 형들의 원군을 기다리지 않고 마음대로 싸우다가 장료에게 참패하여 분노한 원소가 피를 토하고 죽게 만든다.(물론 이는 연의의 창작으로 애초에 조조는 원소 생전에 하북을 공략한 적이 없다.) 이후에도 심배 등과 짜고 원소의 유명을 조작해 후계자가 되는 등 원담에 못지않은 불초자식으로 묘사된다.
훗날 조조에게 쫓겨 요동으로 달아났을 때 공손강과 만난 후 앉을 자리를 요구하는 내용이 먼저 나오며 그 후 군사들에게 살해되는 것으로 나온다.

## 섬긴 사람들
| - 견초 - 고번(高蕃) - 곽노 - 곽소(郭昭) - 곽원 - 마연 - 봉기 - 소유 | - 심배 - 심영 - 양기(梁岐) - 엄경(嚴敬) - 원담의 수하일 수도 있다. - 여광 - 여상 - 윤해(尹楷) | - 음기 - 이부 - 장의(張顗) - 저곡 - 조독 - 진림 - 한범(韓範) |

## 가계

### 관련 인물
원기　원담　원매　원봉　원성　원소　원술

원안　원외　원요　원유　원윤　원평　원희

## 같이 보기
- 삼국지 인물 목록
- 진수 (서진)
- 범엽
- 배송지
- 사마광